# Peter Sanftleben
Peter Sanftleben (* 22. Februar 1965 in Schwerin) ist ein deutscher politischer Beamter. Von 2014 bis 2016 war er Staatssekretär im Ministerium für Landwirtschaft, Umwelt und Verbraucherschutz des Landes Mecklenburg-Vorpommern.

## Leben
Nach seinem Abitur an der Erweiterten Oberschule Schwerin (1983) und einem Studium der Tierproduktion an der Universität Rostock (1985–1990) wurde Sanftleben nach einem Forschungsstudium in Tierproduktion (1990–1993) 1991 wissenschaftlicher Mitarbeiter an der Universität Rostock, wo er bis 1993 tätig war.
Nach der Promotion zum Dr. agr. (1994) und einer Stelle als wissenschaftlicher Mitarbeiter an der Landesforschungsanstalt für Landwirtschaft und Fischerei Mecklenburg-Vorpommern (1993–2002), wurde Peter Sanftleben Leiter des Sachgebietes Milchproduktion am Institut für Tierproduktion der Landesforschungsanstalt für Landwirtschaft und Fischerei Mecklenburg-Vorpommern (2002–2005) und 2005 Leiter des Instituts für Tierproduktion ebendort. Es folgte zwischen 2012 und 2014 der Posten des Direktors der Landesforschungsanstalt für Landwirtschaft und Fischerei Mecklenburg-Vorpommern.
Am 1. April 2014 wurde Sanftleben von Minister Till Backhaus zum Staatssekretär des Ministeriums für Landwirtschaft, Umwelt und Verbraucherschutz des Landes Mecklenburg-Vorpommern im Kabinett Sellering II berufen. Er wurde Nachfolger von Karl Otto Kreer, der sein Amt aus gesundheitlichen Gründen aufgab. Vom 1. November bis zum 30. Dezember 2016 war Sanftleben Staatssekretär im Ministerium für Landwirtschaft und Umwelt Mecklenburg-Vorpommern des Kabinetts Sellering III.
Im Anschluss wurde er erneut Leiter der Landesforschungsanstalt für Landwirtschaft und Fischerei Mecklenburg-Vorpommern.